# Jozef Aszmongyi
Jozef Aszmongyi (narozený v Prešově kolem roku 1931) byl Slovák bydlící na Nymbursku, který se na podzim roku 1992 (dne 16. září 1992) ve vesnici Hasina sám na zahradě u svého domu upálil na protest proti rozdělení Československa. Sdělovací prostředky o jeho činu informovaly jen velmi okrajově. V médiích byl charakterizován jako organizátor kulturních a sportovních akcí. Ve své výzvě se obrátil na „všechny lidi dobré vůle, na Čechy a na Slováky, aby udělali vše pro udržení společného státu“.
Tento Maďar podľa priezviska, Slovák podľa pôvodu, Čech podľa bydliska a Čechoslovák nielen občianskym preukazom, ale Čechoslovák aj rozumom a srdcom, zanechal po sebe výzvu „Za spoločný štát – Československo.“
České národní listy (Facebook), 